# García II. (Navarra)

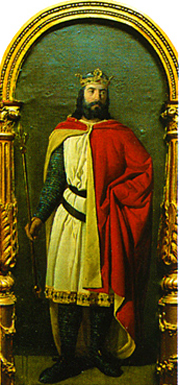
Garcia Sanchez II

García Sánchez, genannt der Zitterer (* um 964; † 1000) war als García II. Graf von Aragón und König von Navarra.
Er war der Sohn von Sancho II. und Urraca Fernández, der Tochter des Grafen Fernán González von Kastilien. Beim Tod seines Vaters 994 folgte er diesem auf den Thron.
Anders als sein Vater lehnte García II. es ab, dem Kalifat von Córdoba Tribut zu zahlen, weshalb Navarra zum Ziel maurischer Vergeltungsangriffe wurde.
Er heiratete Jimena Fernández, Tochter des Grafen Fernando von Cea und der Elvira Díaz. Mit ihr hatte er vier Kinder:
- Sancho III. (* 990/92; † 1035), 1000–1035 König von Navarra, Graf von Aragon
- Urraca († nach 1031), ⚭ Alfons V., König von León und Galicien
- Elvira
- García

Als er im Frühjahr 1000 starb, folgte ihm sein minderjähriger Sohn Sancho auf den Thron.